# Bernard de la Tour d'Auvergne
Bernard de la Tour d'Auvergne (Limoges, 1306 – Avignone, 7 agosto 1361) è stato un cardinale francese della Chiesa cattolica, nominato da papa Clemente VI.

## Biografia
Era figlio di Bernard, signore de La Tour, e di Beatrix de Rodez; fu nipote di papa Clemente VI e zio del futuro cardinale Jean de la Tour.
Fu canonico del capitolo della cattedrale di Lione e in seguito fu suddiacono apostolico. Fu creato cardinale diacono di san Eustachio nel concistoro del 20 settembre 1342 da papa Clemente VI. Partecipò al conclave del 1352, che elesse papa Innocenzo VI.
Con il cardinale Gaillard de la Mothe fu incaricato dal papa di portare il pallio al cardinale Pierre Bertrand de Colombier, vescovo di Ostia e Velletri, che aveva dovuto recarsi a Roma per incoronare solennemente, in nome del papa, l'imperatore Carlo IV di Lussemburgo. Divenne cardinale protodiacono nel dicembre 1356.